# Villeneuve-sur-Conie
Villeneuve-sur-Conie é uma comuna francesa na região administrativa do Centro, no departamento Loiret. Estende-se por uma área de 18,67 km². Em 2010 a comuna tinha 209 habitantes (densidade: 11,2 hab./km²).